# مجدي الظفيري
مجدي أحمد السويط الظفيري (1958 -) نائب وزير الخارجية، هو من مواليد شهر مايو 1958 ابتدى حياته السياسية عندما انهى تعليمه الجامعي وحصل على درجة البكالوريوس في العلوم السياسية من جامعة الكويت والتحق في وزارة الخارجية عام 1981 وبعث في دوره تدربيه تقيمها وزارة الخارجية الكويتية للدبلوماسين الكويتين سنة 1981 في نيويورك وكانت في الدورة 36 للأمانه العامة للأمم المتحدة.

## مناصبه
تقلد مجدي الظفيري عدة مناصب:
- 25/4/1981 عُين ملحقًا سياسي في الادارات التالية:

الإدارة القنصلية والإدارة القانونية وإدارة الصحافة وإدارة المراسم والإدارة السياسية والإدراة الادارية والمالية وإدارة الأرشيف والإدارة السياسية. 
- 25/4/1982 ترقى إلى رتبة سكرتير ثالث.
- 17/10/1983 نقل إلى سفارة دولة الكويت لدى واشنطن.
- 23/1/1984 ترقى إلى رتبة سكرتير ثاني.
- 10/3/1986 انتقل إلى سفارة دولة الكويت لدى روما.
- 11/6/1988 ترقى إلى منصب سكرتير أول.
- 21/12/1991 انتقل إلى جمهورية مصر العربية للعمل في الوفد الدائم لدولة الكويت لدى جامعة الدول العربية في القاهرة.
- 15/6/1992 ترقى إلى رتبة مستشار
- 12/10/1995 عُين المندوب الدائم لدولة الكويت لدى جامعة الدول العربية.
- 11/8/1998 عُين سفير مفوض ومفوض فوق العادة لدولة الكويت في كندا.
- 21/1/2001 ترقى إلى منصب وزير مفوض.
- 18/10/2001 عُين سفير مفروض وفوق العادة لدولة الكويت في الجمهورية الإسلامية الإيرانية.
- 26/8/2003 عُين سفير غير مقيم لدولة الكويت في تركمنستان.
- 14/6/2005 ترقى إلى منصب سفير مفوض وفوق العادة.
- 10/10/2005 نائب رئيس لجنة الحدود بين دولة الكويت والدول المجاورة.
- 17/5/2006 - 2012 عُين سفير غير مقيم لدولة الكويت في جمهورية أرمينيا.
- 26/3/2018 رئيس لجنة الحدود بين دولة الكويت والدول المجاورة.
- مارس 2021عينه نائباً لوزير الخارجية.

مما عمل مجدي عليه السعي في اطلاق صراح المحامي عادل اليحيى ورائد الماجد الذين كانوا محتجزين لدى السلطات الأيرانية.